# Acarius
Der heilige Acarius (auch Acharius; * vor 594; † wohl 27. November 639) war Bischof von Tournai und gleichzeitig von Noyon.
Acarius, ein gebürtiger Gallofranke, gehörte um 594 zur Schule des heiligen Columban von Luxeuil, eines irischen Missionars, der das Kloster Luxeuil in den südwestlichen Ausläufern der Vogesen gegründet und zu einem der führenden Missionsklöster der Zeit entwickelt hatte. Acarius gehört damit zu einer Reihe bedeutender fränkischer Bischöfe, die in diesem Kloster ihre Ausbildung erhielten und die Methoden und Ideen der iroschottischen Missionare im fränkischen Reich aufnahmen und weiterentwickelten.
Der genaue Zeitpunkt seiner Ernennung zum Bischof ist unsicher; im Jahr 627 war er aber jedenfalls bereits im Amt. Er förderte den Belgien-Missionar Amand von Maastricht, konnte aber trotz des Ansehens, das er ansonsten beim austrasischen König Dagobert I. besaß, gegen dessen Entschluss zur Verbannung Amands wegen seiner in den Augen des Königs zu strengen sittlichen Ansichten nichts ausrichten. Acarius, ein Mann von Talent und Bildung, hat sich dennoch Verdienste um die Fortschritte des Christentums in Gallien erworben. Wenige Jahre vor seinem Tod machte er Dagobert auf den ebenfalls in Luxeuil ausgebildeten, offenbar sehr geschickten Missionar Audomar aufmerksam, der daraufhin zum Bischof von Tarvanna erhoben wurde und in den kommenden Jahrzehnten in den damals noch weitgehend pagan geprägten Missionsgebieten Nordgalliens sehr erfolgreich wirkte.
Acarius’ Todestag ist wahrscheinlich der 27. November 639; sehr bald nach seinem Tod ist er schon als Heiliger verehrt worden. (De Ram, Hagiogr. nat. I. 139.)

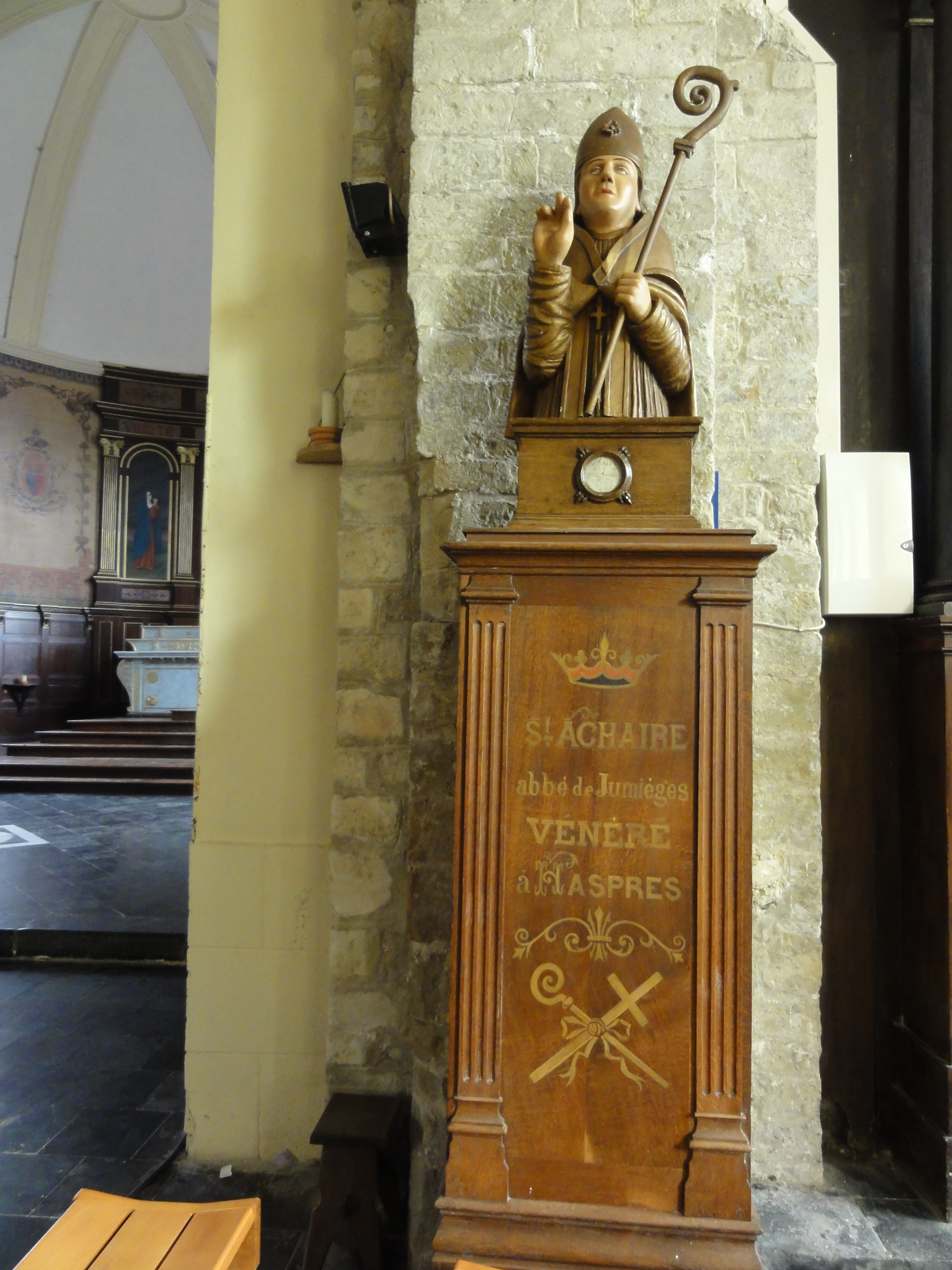
Büste des heiligen Acarius in Haspres
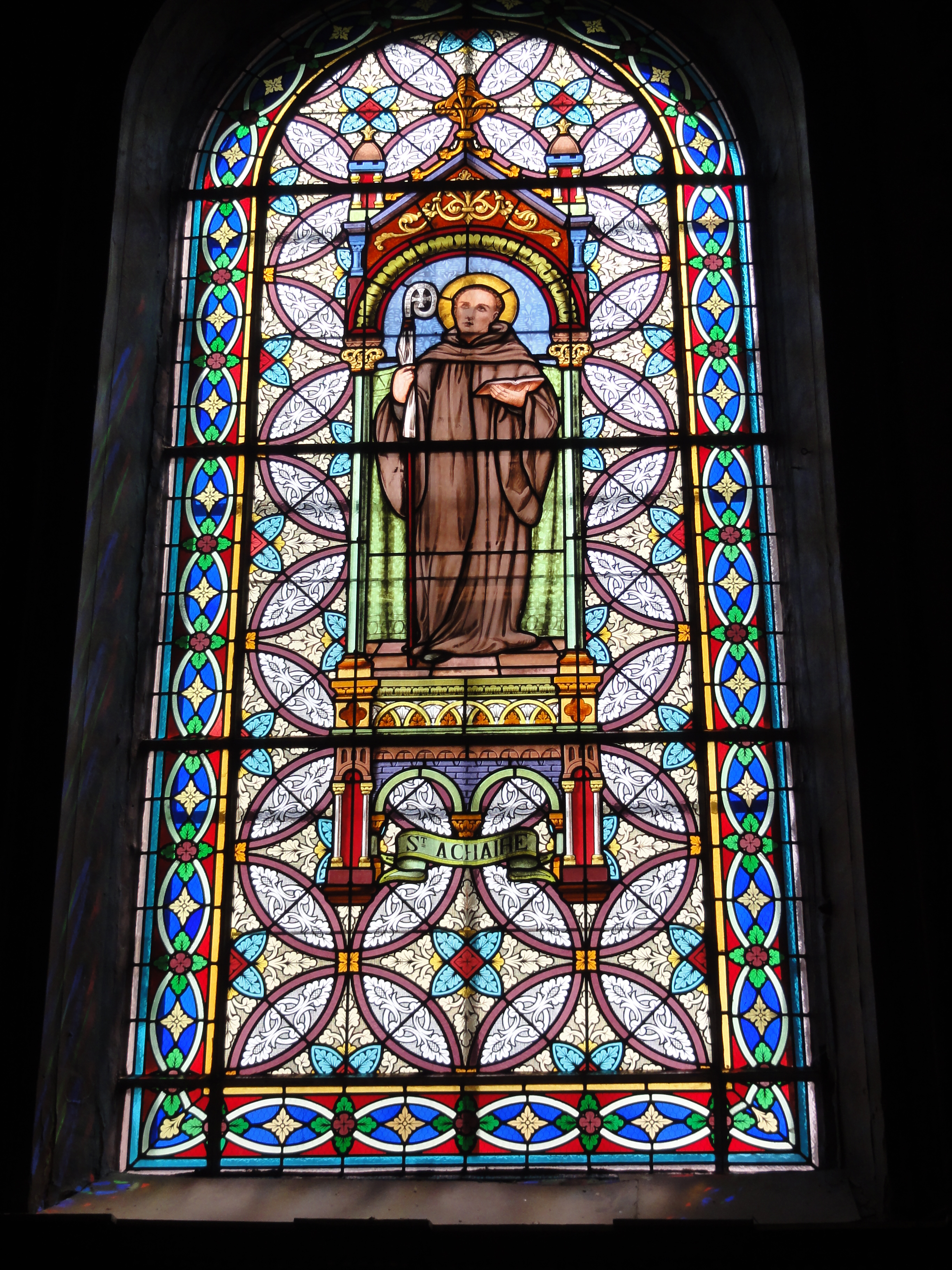
Glasmalerei des heiligen Acarius in Haspres